# Peyton Elizabeth Lee
Peyton Elizabeth Lee (New York, 22 maggio 2004) è un'attrice statunitense.

## Biografia
Ha interpretato come protagonista il ruolo di Andi Mack nella serie Disney Channel Andi Mack. Ha interpretato inoltre il ruolo di Violet nella serie Scandal ed ha fatto la comparsa per 3 episodi nella serie Shameless. Il 28 maggio 2020 Disney+ ha lanciato il trailer di La società segreta dei principi minori, lungometraggio destinato direttamente alla piattaforma streaming di cui Peyton Elizabeth Lee è protagonista.

## Filmografia

### Cinema
- La Società Segreta dei Principi Minori (Secret Society of Second-Born Royals), regia di Anna Mastro (2020)
- Carved - La zucca assassina (Carved), regia di Justin Harding (2024)

### Televisione
- Scandal – serie TV, episodio 4x19 (2015)
- Shameless – serie TV, episodi 6x5-6x6-6x7 (2016)
- Andi Mack – serie TV, 33 episodi (2017-2018)
- Stumptown - serie TV, episodio 1x09 (2019)
- Doogie Kameāloha, M.D. - serie TV (2021-2023)
- Prom Pact - film TV, regia di Anya Adams (2023)

## Doppiatrici italiane
Nelle versioni in italiano delle opere in cui ha recitato, Peyton Elizabeth Lee è stata doppiata da:
- Luna Iansante in Andi Mack, Stumptown, La Società Segreta dei Principi Minori, Prom Pact